# 1933 в авіації
Основна стаття: Авіація.

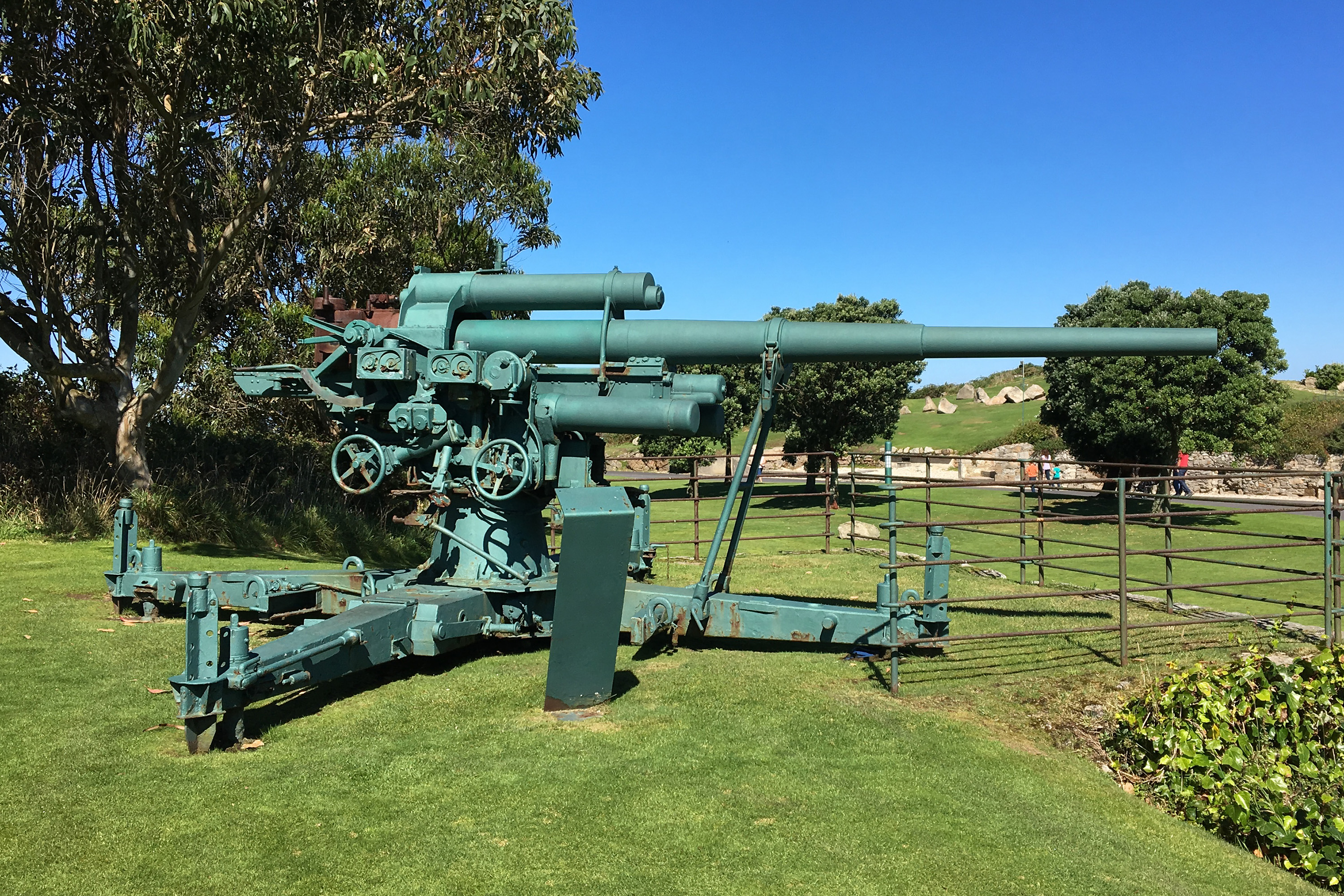
1933 рік, на озброєння Рейхсверу надходить нова 88-мм зенітна гармата — FlaK 18

Хронологічний список подій у авіації за 1933 рік.

## Події
- 13 січня — засноване ОКБ ім. С. В. Ільюшина.
- 19 січня — рейхсмаршалом Германом Герінгом заснована німецька військова нагорода Знак льотного складу.
- 29 квітня — у Німеччині створено Імперське міністерство авіації (нім. Reichsluftfahrtministerium).
- 20 травня — засновано «Державну авіаційну адміністрацію» (тур. «Devlet Hava Yolları İşletmesi İdaresi») (DHY), в подальшому «Турецькі авіалінії» (тур. «Türk Hava Yolları Anonim Ortaklığı», англ. Turkish Airlines) (THY) — флагманський авіаперевізник Туреччини.
- 4 липня — засновано «Hamburger Flugzeugbau GmbH», авіаційний підрозділ німецької верфі «Blohm & Voss» GmbH[1].
- 15 липня — американські льотчики литовського походження Стяпонас Дарюс і Стасіс Ґіренас на літаку «Літуаніка» (лит. Lituanica) вилетіли з нью-йоркського аеропорту Флойд Беннет до Каунаса, тодішньої тимчасової столиці Литви, намагаючись встановити рекорд дальності польоту. Вдало перелетівши Атлантичний океан, вони розбилися при нез'ясованих обставинах, коли до кінця маршруту  залишалося менше десятої частини шляху.
- липень — розпочата діяльність єгипетської авіакомпанії «EgyptAir» (заснована у 1932).
- 18 серпня — створено Дніпропетровський авіаційний спортивний клуб[2].
- 25 серпня — засновано Київський авіаційний інститут.
- 30 серпня — засновано французьку авіакомпанію «Air France».
- 4 листопада — у Бразилії засновано «Viação Aérea São Paulo» S/A (VASP), бразильську авіакомпанію зі штаб-квартирою в аеропорту Конгоньяс-Сан-Паулу. Припинила діяльність у 2005.

#### Без точної дати
- Початок експлуатації аеропорту «Биково».

Логотип (після 1965) «Blohm + Voss»
Національний авіаційний університет, 1-й Корпус
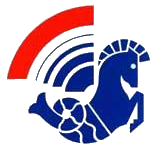
Логотип «Air France» з крилатим коником на час заснування у 1933
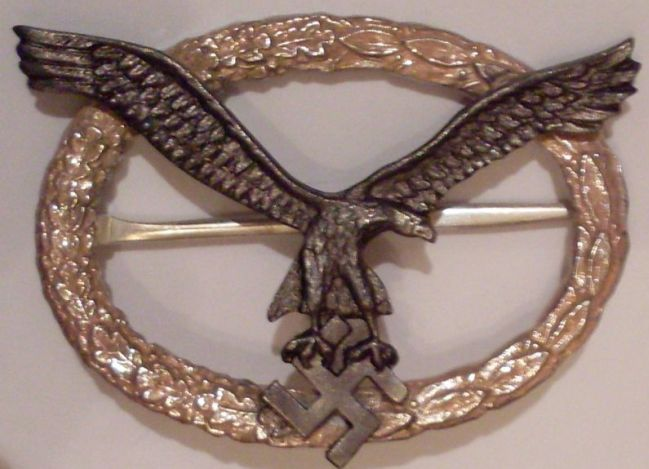
Знак льотного складу

### Перший політ
- 8 лютого — Boeing 247 (військове позначення С-73), американський 10-місний пасажирський літак, перший серійний суцільнометалевий авіалайнер з вільнонесучим крилом, шасі, що прибираються, фюзеляжем типу напівмонокок та автопілотом.
- 27 травня — І-14 (АНТ-31), перший серійний літак сконструйований бригадою П. Й. Сухого.
- травень —
  - Heinkel He 51, німецький одномісний біплан; вироблявся в декількох різних версіях. Спочатку розроблений як винищувач, а згодом у версії гідролітака та штурмовика.
  - Mitsubishi Ki-2, легкий бомбардувальник Імперської армії Японії.
- 26 червня — Bloch MB.200, французький середній бомбардувальник компанії «Société des Avions Marcel Bloch».
- 1 липня — Douglas DC-1, американський пасажирський літак. Перша модель відомої серії комерційних авіалайнерів American Douglas Commercial. Був побудований в єдиному екземплярі, проте на його основі було створено DC-2 та DC-3.
- 3 липня — перший політ ТБ-4 (АНТ-16), важкого бомбардувальника конструкції А. М. Туполєва.
- 23 жовтня — І-15 (ЦКБ-3) радянський одномоторний винищувач-півтораплан 1930-х років, створений М. М. Полікарповим[3].
- 30 грудня — І-16, радянський одномісний фронтовий винищувач 1930-х років, одномоторний моноплан, перший серійний літак з шасі, що прибирається. Розроблено ДКБ Полікарпова.

### Прийнято на озброєння
- початок року — Heinkel He 60, німецький гідролітак-біплан розробки Райнгольда Мевеса.
- березень — Mitsubishi Ki-1 (яп. 三菱 キ1 Важкий армійський бомбардувальник Тип 93), японський важкий бомбардувальник.

#### Без точної дати
- Arado Ar 66, німецький одномоторний біплан, двомісний навчально-тренувальний літак розроблений Вальтером Ретелем (нім. Walter Rethel) та Вальтером Блюме (нім. Walter Blume).
- розпочалося постачання в зенітні частини Рейхсверу нової 88-мм зенітної гармати Flak 18. Використовувалася як проти авіації, так і бронетехніки.

### Авіаційні мотори, агрегати, прибори тощо
- 15 жовтня — перший запуск нового авіамотора Rolls-Royce Merlin, з родини дванадцятициліндрових V-подібних авіаційних поршневих двигунів, спроектованих компанією «Rolls-Royce Limited». Один з наймасовіших авіаційних двигунів; всього компанією-розробником та за ліцензією випущено майже 150 000 штук. Застосовувався на багатьох літаках періоду Другої світової війни. Вперше встановлено на легкому бомбардувальнику Хокер Харт, що здійснив політ з цим двигуном 21 лютого 1935. Попервах мотор мав випаровуючу систему охолодження, яка, виявилася ненадійною і, з часом, була замінена на рідинну.

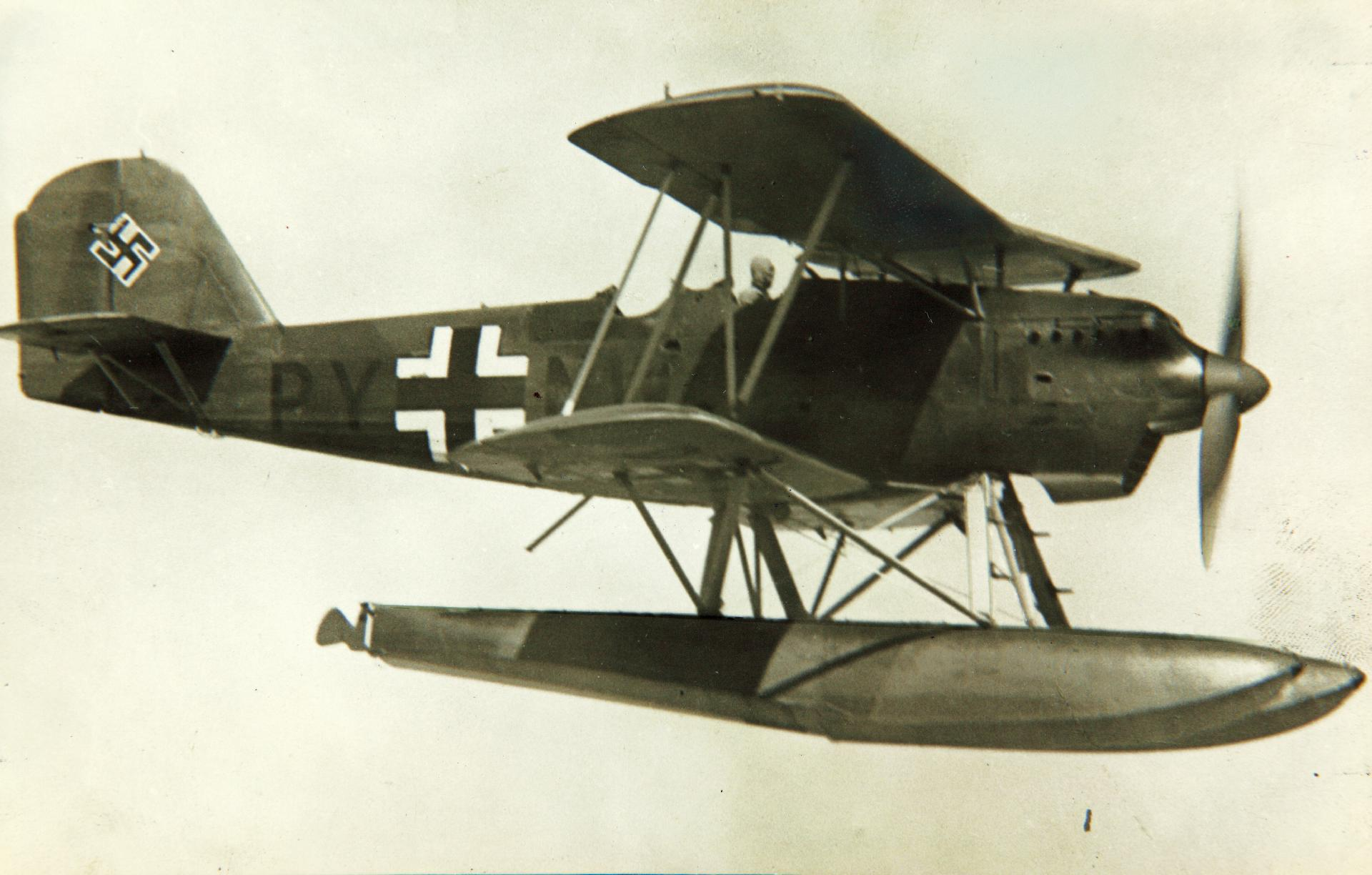
Heinkel He 60
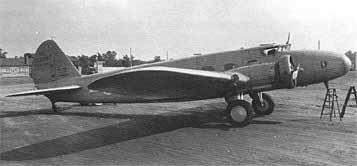
Рання версія Boeing 247
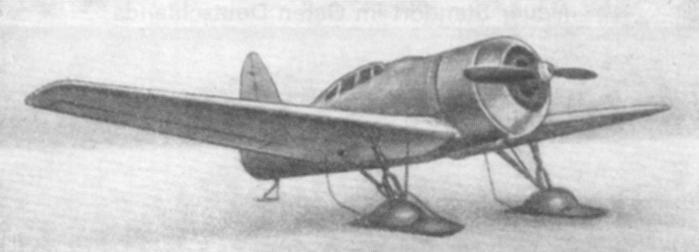
И-14 (АНТ-31)
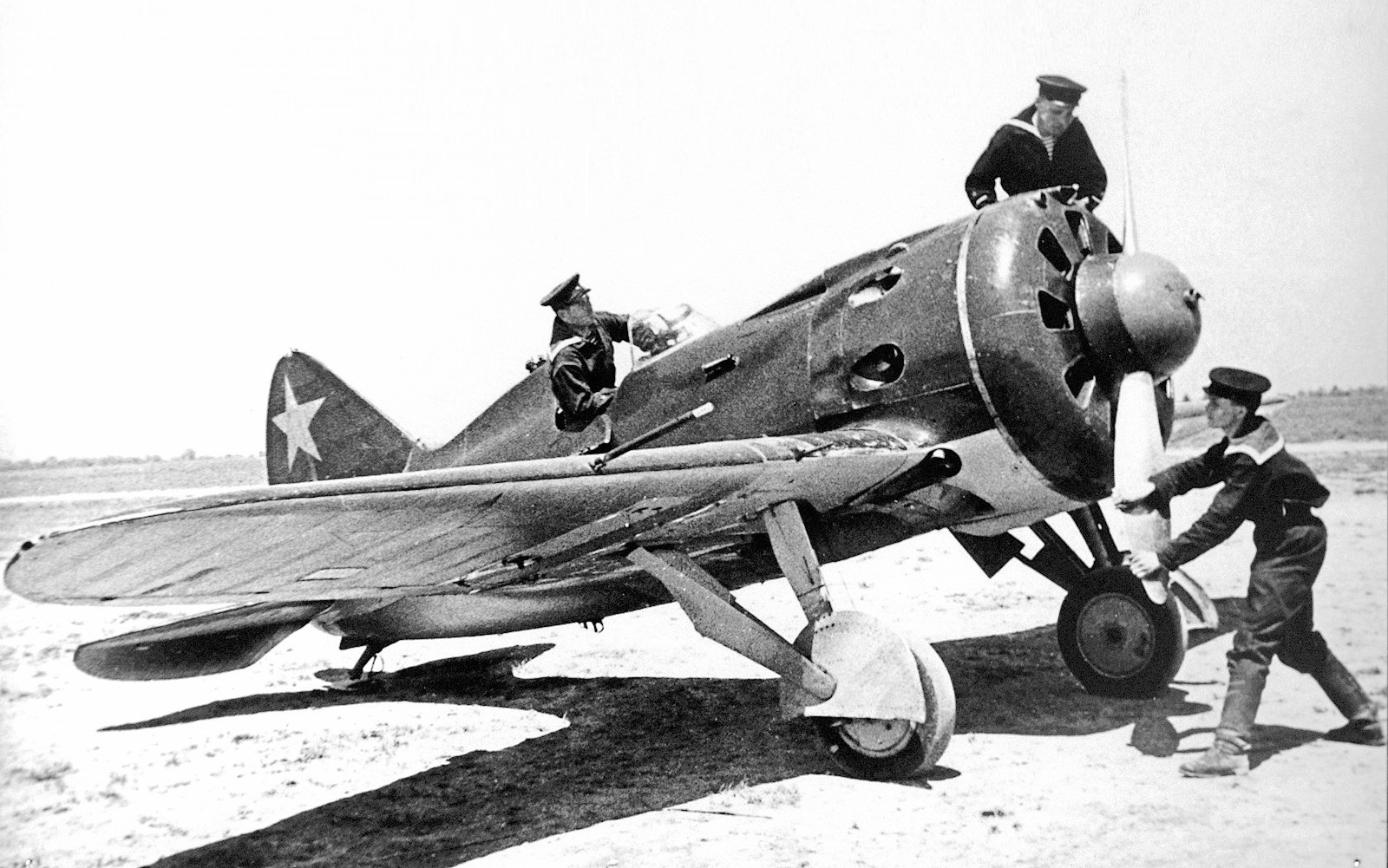
І-16 на Халхин-Голі
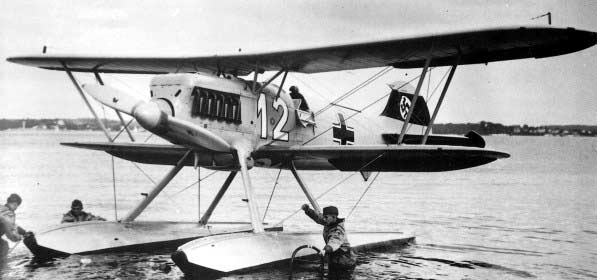
He 51W з поплавцями для зльоту з води
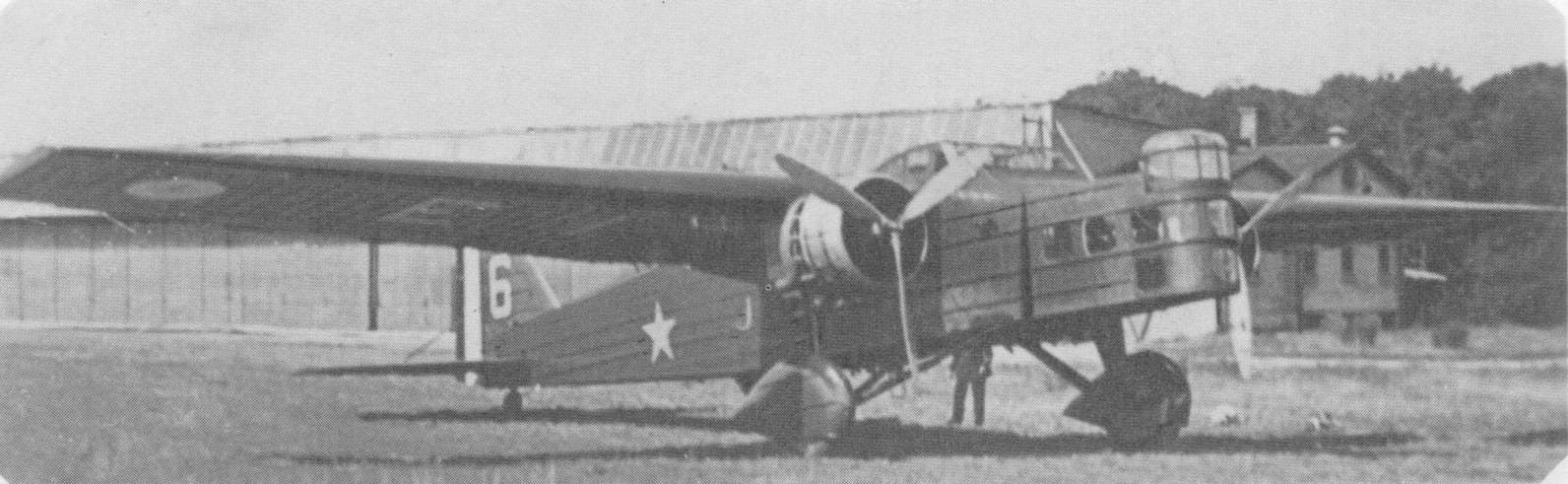
Bloch MB.200
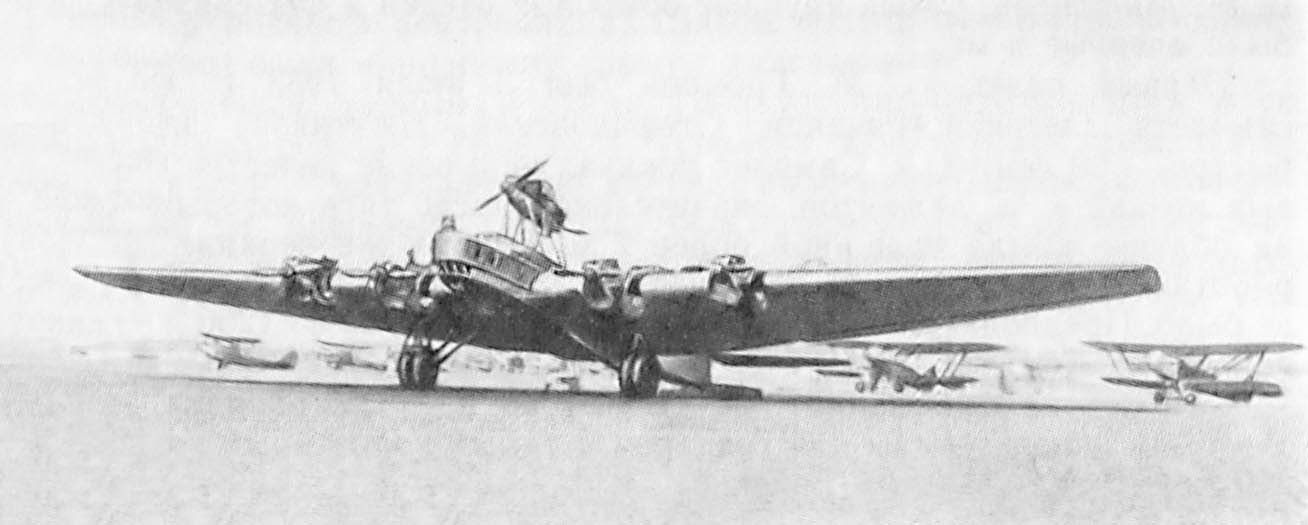
ТБ-4 (АНТ-16)
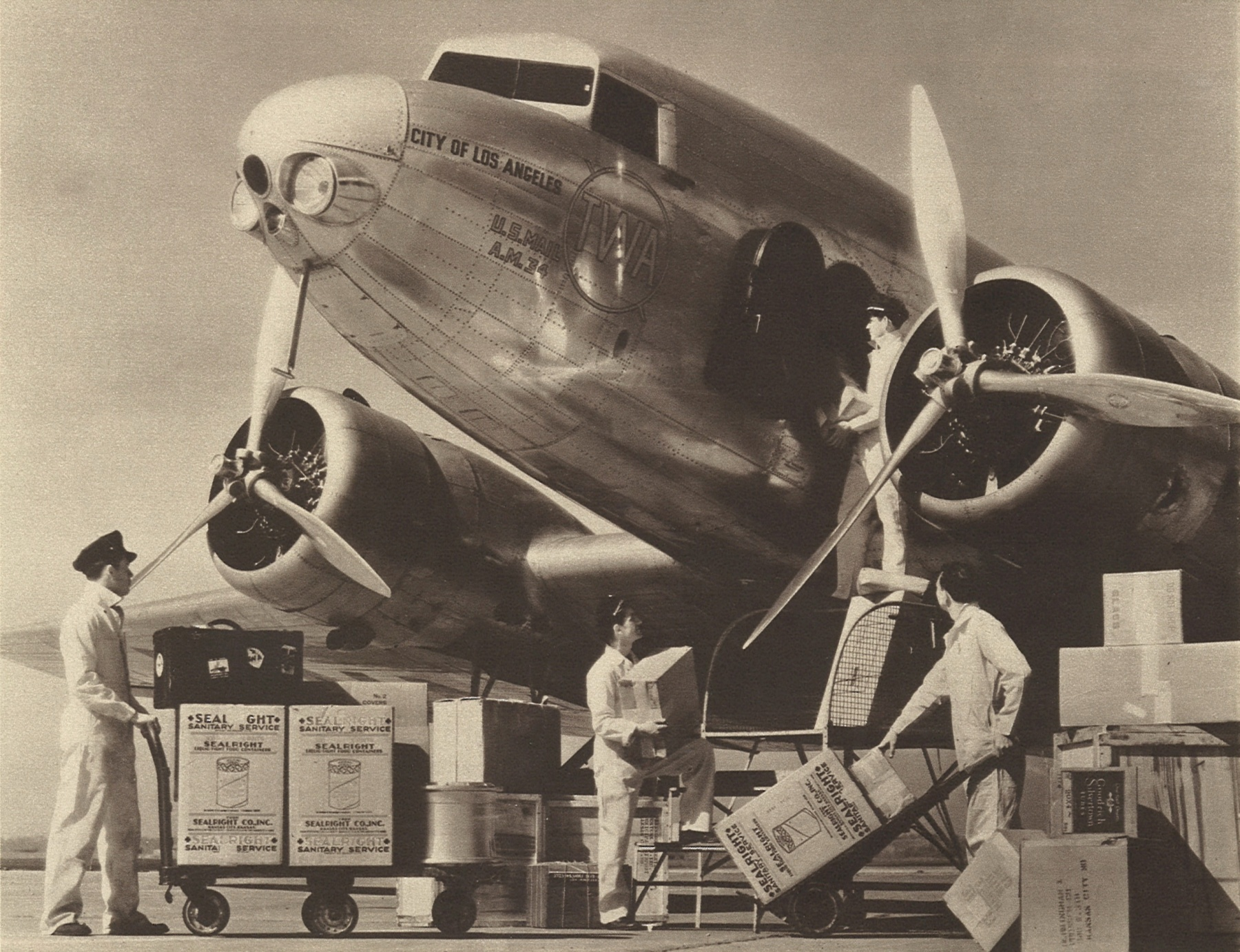
Douglas DC-1 «City of Los Angeles» авіакомпанії TWA
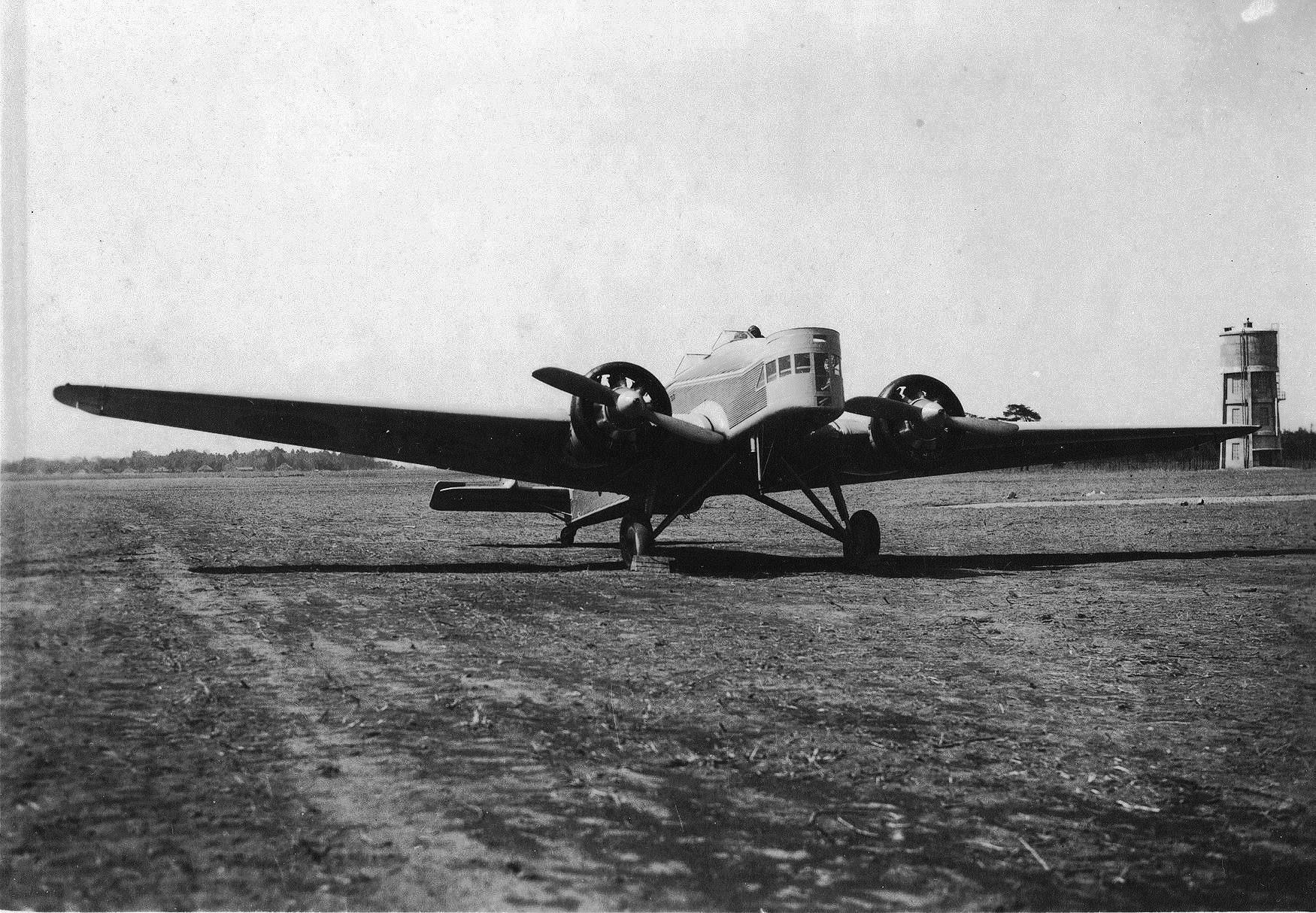
Mitsubishi Ki-2
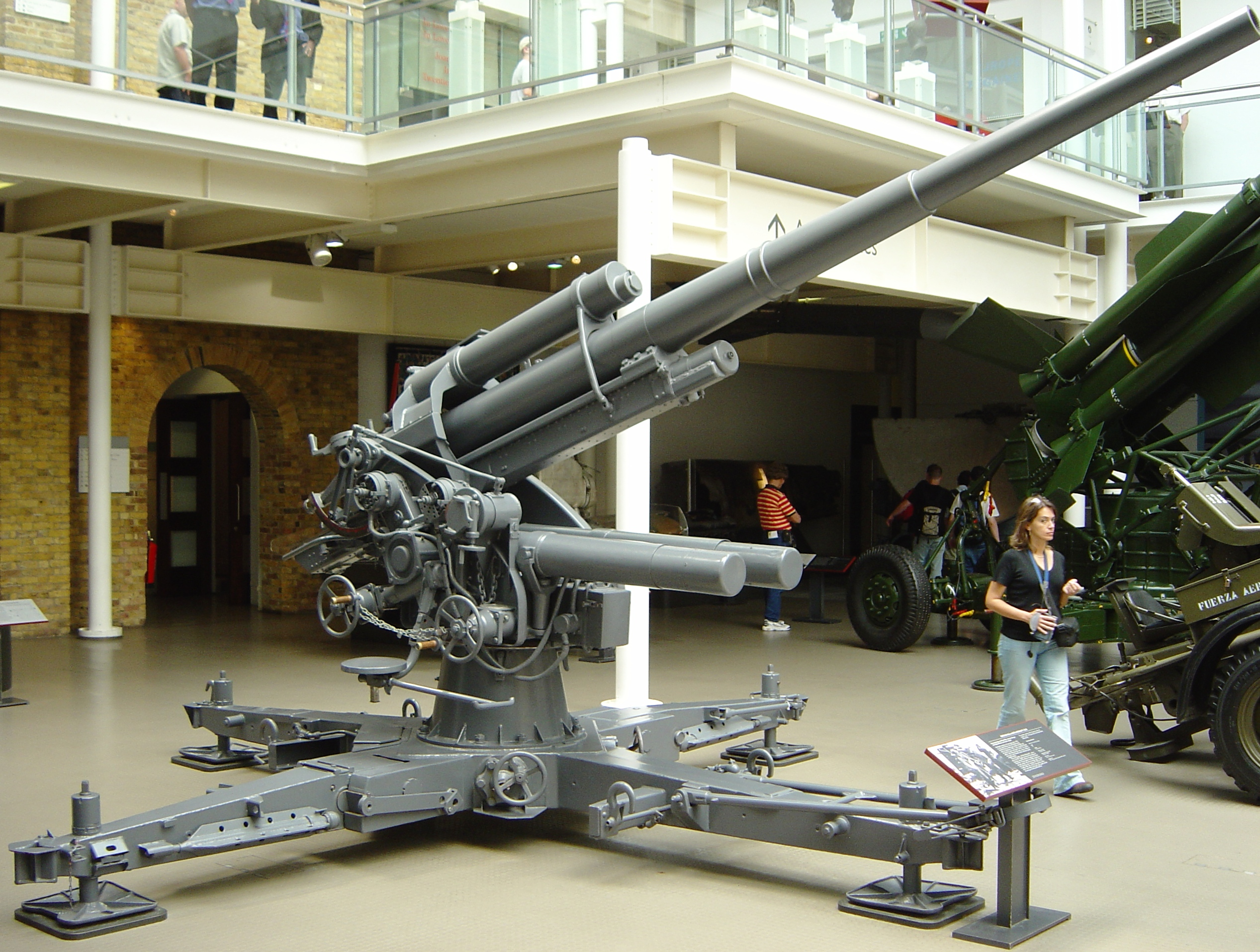
8,8 cm FlaK 18-36, Імперський військовий музей
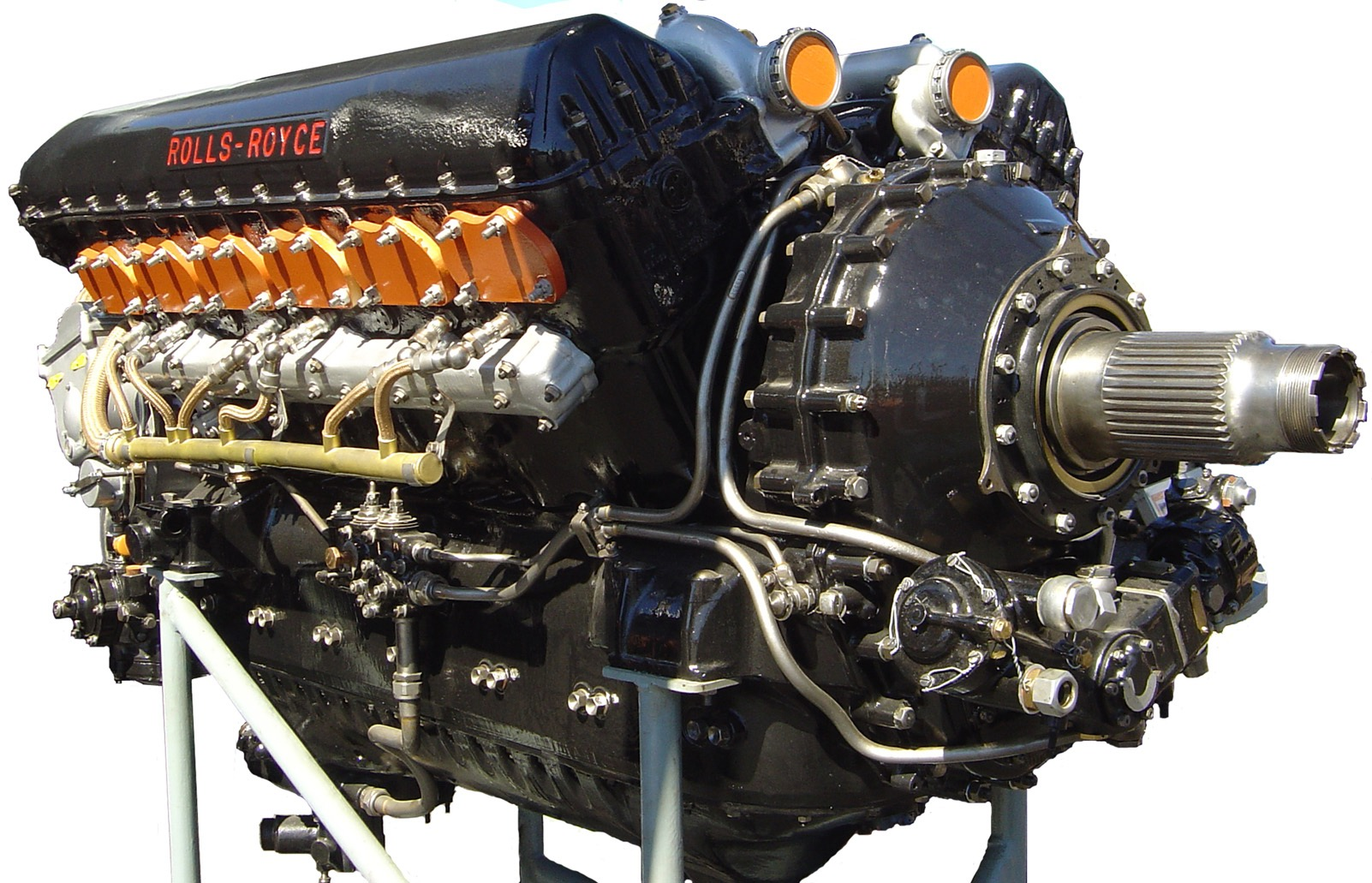
Rolls-Royce Merlin

### Авіаційні рекорди
- 10 квітня — Франческо Аджело (італ. Francesco Agello) на італійському гідролітаку Macchi-Castoldi M.C.72, встановлює новий рекорд швидкості польоту над водою — 682 км/год (424 миль/год).
- 30 вересня — радянський стратостат «СРСР-1» конструкції К. Д. Годунова, здійснив політ на висоту 19 км, встановивши новий світовий рекорд. Разом з Годуновим стратостат пілотували Е. К. Бірнбаум і Г. О. Прокоф'єв.

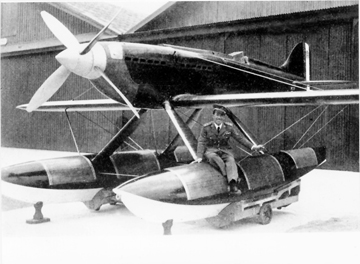
Франческо Аджело на Macchi M.C. 72
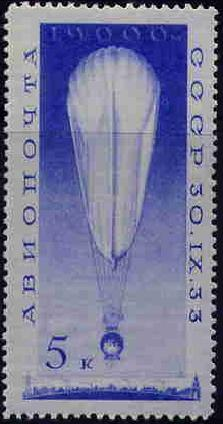
Стратостат «СРСР-1»

### Авіакатастрофи
- 3 квітня — під час польоту розбився американський військовий дирижабль USS Akron (ZRS-4). Загинуло 73 з 76 чоловік.

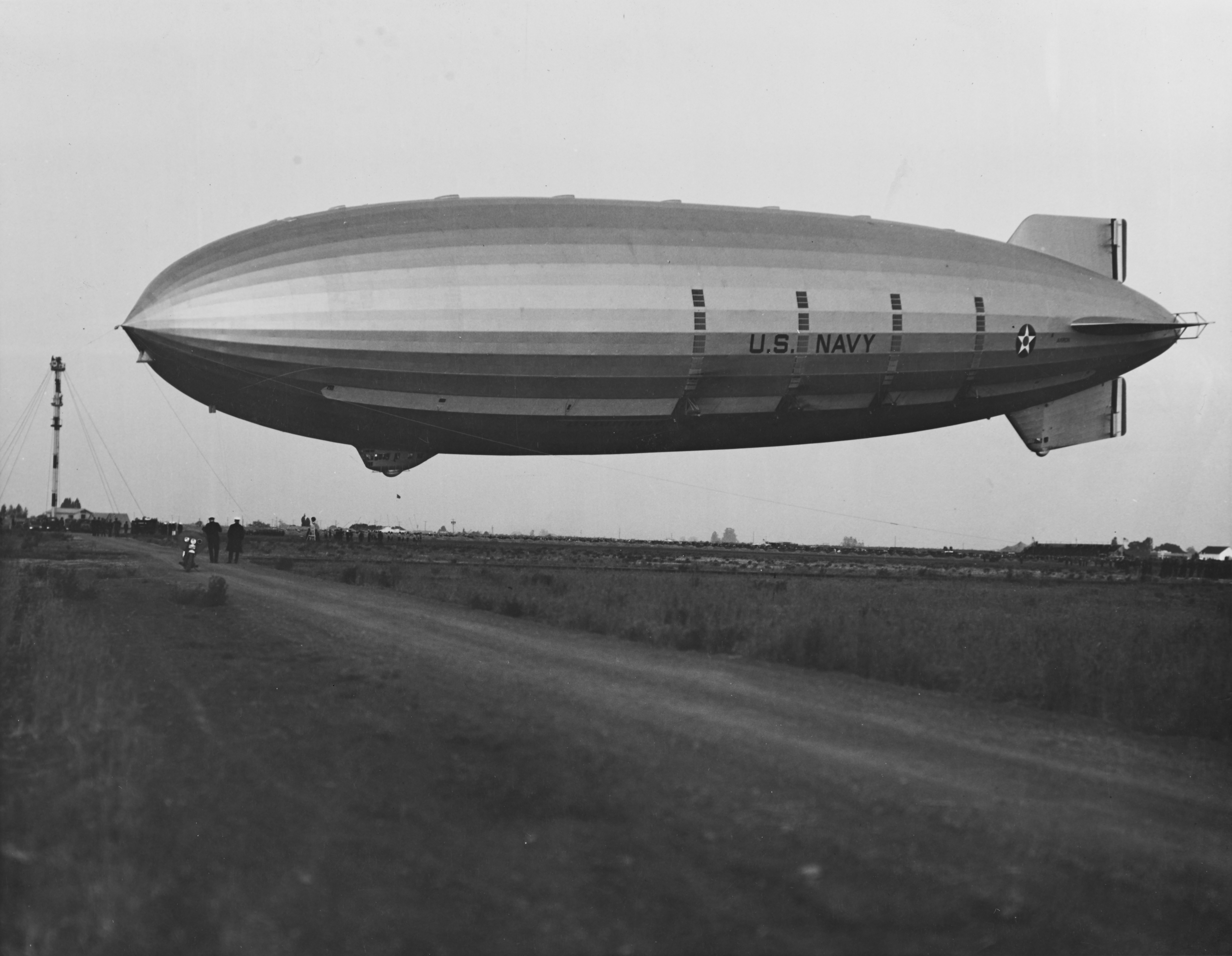
ZRS-4 в польоті, 1931

## Персоналії

### Померли
- 7 січня — Берт Хінклер (англ. Herbert John Louis Hinkler), австралійський піонер авіації, льотчик-випробувач та винахідник; учасник Першої світової війни. Розбився у італійських Альпах.
- 17 липня — Стяпонас Дарюс і Стасіс Ґіренас, американські льотчики литовського походження, національні герої Литви. Загинули в авіаційній катастрофі над територією Німеччини, виконуючи трансатлантичний переліт.

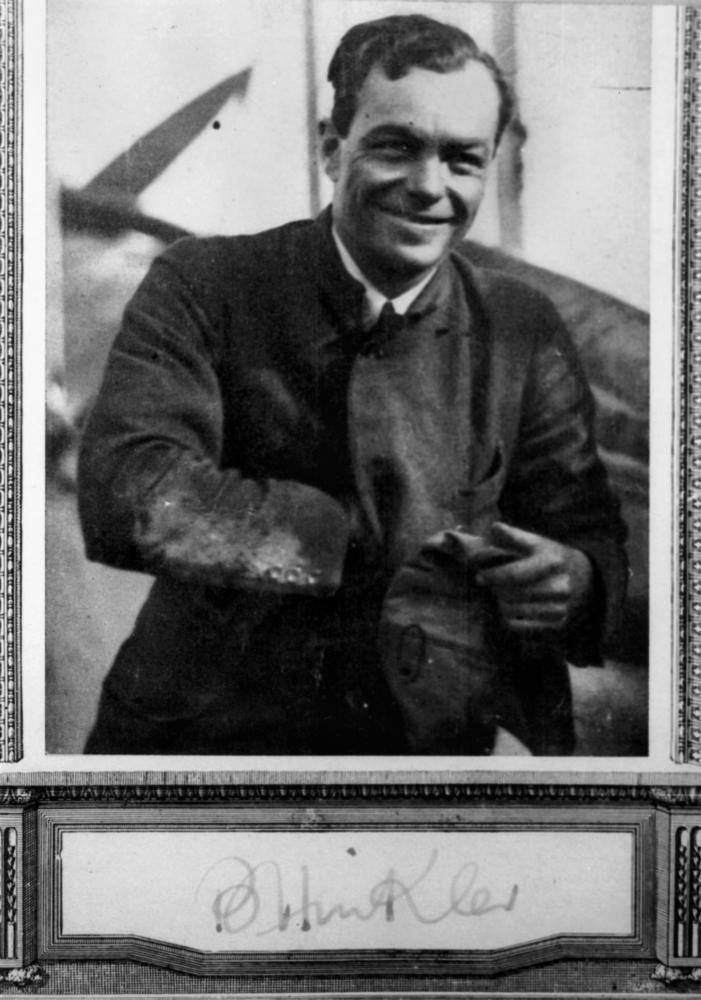
Берт Хінклер, близько 1928
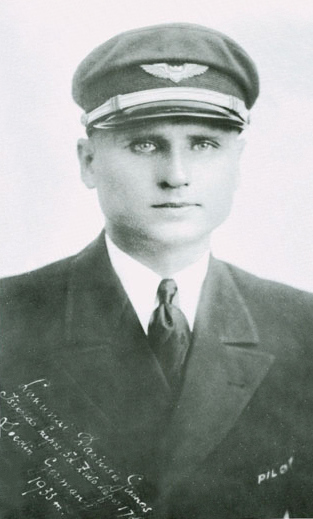
Стасіс Ґіренас